# Andriy Biletsky
Andriy Ievhenovytch Biletsky (en ukrainien : Андрій Євгенович Білецький), né le 5 août 1979 à Kharkiv, est un commandant militaire et homme politique ukrainien d'extrême droite.
Dirigeant des organisations ultranationalistes Patriotes d'Ukraine et Assemblée sociale-nationale[réf. nécessaire], il participe à la guerre du Donbass en prenant le commandement du régiment Azov. En 2016, il fonde le parti Corps national et est élu député de ce groupe de 2016 à 2019. Il ne réussit pas à se faire réélire lors des élections législatives de 2019. À partir de 2022, il commande la 3e brigade d'assaut « Azov ».

## Biographie

### Jeunesse et premiers engagements à l'extrême droite
En 2001, après une thèse sur l'Armée insurrectionnelle ukrainienne, il sort diplômé de la faculté d'histoire de l'université nationale de Kharkiv. La même année, il prend part au mouvement L'Ukraine sans Koutchma, ce qui lui vaut d'être placé en rétention administrative.
Il s'engage en 2002 dans l'organisation paramilitaire d'extrême droite Tryzoub, à Kharkiv. L'année suivante, il se rapproche du Parti social-nationaliste d'Ukraine (SNPU). En 2005, il relance l'organisation Patriotes d'Ukraine avec des membres de l'UNA-UNSO, de Tryzoub et de l'ancien SNPU (devenu « Svoboda »). En 2008, il participe à la fondation de l'Assemblée sociale-nationale (SNA), qui regroupe plusieurs organisations d'extrême droite, dont les Patriotes d'Ukraine.
En 2011, avec plusieurs de ses soutiens, il est arrêté pour agression armée et placé en détention provisoire. Ses partisans, qui considèrent que son arrestation est due à des pressions politiques, manifestent alors dans plusieurs villes d'Ukraine. Après la révolution de 2014 et le vote d'une loi sur la libération des prisonniers politiques par la Rada (Parlement), les charges pesant sur Andriy Biletsky sont abandonnées et il est mis fin à sa détention provisoire.

### Engagement militaire dans le Donbass
Après sa libération, il est chargé des « opérations spéciales » du parti ultranationaliste Secteur droit — auquel les Patriotes d'Ukraine ont contribué à la fondation, en 2013 — dans l’Est de l'Ukraine (oblasts de Poltava, Kharkiv, Donetsk et Louhansk). Le 5 mai 2014, il fonde le bataillon Azov, dont il prend le commandement et qui devient par la suite un régiment. En juin 2014, Andriy Biletsky conduit son détachement à la bataille de Marioupol, qui est remportée par les forces ukrainiennes face aux séparatistes pro-russes. Il prend part à d'autres combats (bataille de Mariupol de septembre 2014, bataille de Marïnka en juin 2015, bataille de Shyrokyne en février-juillet 2015). Sa conduite des opérations est saluée : il se voit décoré de l'ordre du Courage (2014) et de la médaille des 25 ans de l'indépendance de l'Ukraine (2015), et promu lieutenant-colonel de police (août 2014),,.

### Carrière politique
En vue des élections législatives de 2014, il affiche une certaine proximité avec le Front populaire puis se présente en tant qu'indépendant dans la 217e circonscription électorale (Kiev), où il est élu député avec 34 % des voix. À la Rada, il est vice-président de la commission de la sécurité nationale et de la défense. En décembre 2014, il annonce que les Patriotes d'Ukraine suspendent leurs activités politiques en raison de la guerre du Donbass, déclarant privilégier le régiment Azov.
En octobre 2016, il lance le parti Corps national, dont il prend la présidence. Dans le même temps, il met fin à son engagement militaire en raison de l’interdiction faite aux personnalités politiques d'exercer une telle activité ; il fait néanmoins part de son souhait de continuer à servir de façon officieuse dans l'armée. Il annonce sa candidature à l'élection présidentielle de 2019, mais renonce ensuite à se présenter, qualifiant le scrutin de « farce »,. Aux élections législatives de 2019, candidat sur la liste d’union entre Svoboda, Secteur droit et Corps national, il n’est pas réélu député, la liste n’atteignant pas le seuil des 5 %.

### Retour dans les forces armées ukrainiennes
Au cours de l'invasion russe de l'Ukraine, Biletsky commande le régiment autonome d'opérations spéciales « Azov » depuis le 24 février 2022. Ce régiment devient la 3e brigade d'assaut au début de l'année 2023 et est engagée dans la bataille de Bakhmout. 
Andriy Biletsky se forge l'image d'un chef charismatique, emblématique de la 3e brigade. Son portrait est présent sur certaines rames du Métro de Kyïv, dans le cadre de l'abondante communication de l'unité en Ukraine.